# Asian Open 1993 - Doppio
Il doppio del torneo di tennis Asian Open 1993, facente parte del WTA Tour 1993, ha avuto come vincitrici Larisa Neiland e Jana Novotná che hanno battuto in finale Magdalena Maleeva e Manuela Maleeva con il punteggio di 6–1, 6–3.

## Teste di serie
1. Larisa Neiland /  Jana Novotná (Campionesse)
2. Elizabeth Smylie /  Rennae Stubbs (quarti di finale)

1. Jill Hetherington /  Kathy Rinaldi (semifinali)
2. Rachel McQuillan /  Nicole Bradtke (primo turno)

## Tabellone

### Legenda
| - Q = Qualificato - WC = Wild card - LL = Lucky loser | - ALT = Alternate - SE = Special Exempt - PR = Protected Ranking | - w/o = Walkover - r = Ritirato - d = Squalificato |